# Himnusz
»Himnusz« — pesem, ki se začne z besedami madžarsko Isten, áldd meg a magyart  (Bog, blagoslovi Madžare) — je uradna državna himna Madžarske. Prvotno se je uradno imenovala »Hymnus, a magyar nép zivataros századaiból« (Himna, iz viharnih stoletij madžarskega naroda). Danes se to ime le redko uporablja.
Besedilo pesmi je leta 1823 napisal Ferenc Kölcsey. Leta 1844 je direktor Madžarskega narodnega gledališča razpisal natečaj za uglasbitev pesmi. Zmagal je Ferenc Erkel, eden najbolj znanih madžarskih opernih skladateljev. Pesem se je razširila med vstajo v letih 1848 in 1849, uradno pa je postala državna himna leta 1903. Kljub temu, da je bila madžarščina materni jezik le 41% prebivalstva ogrskega dela Avstro-Ogrske, je uradno obstajala le različica v madžarščini in v tem jeziku so jo morali peti tudi Slovaki, Rusini, Nemci, Romuni, Hrvati idr., kljub temu, da so za številne narodne manjšine v avstrijskem delu cesarstva obstajale mnoge uradne jezikovne prilagoditve Cesarske himne.
Besedilo pesmi ima religiozno vsebino (in se še dandanes prepeva ob koncu maš), zato je komunistična oblast leta 1949, hkrati z zamenjavo grba, zadolžila pesnika Gyulo Illyésa in skladatelja Zoltána Kodálya, da himno prilagodita novim časom. Zamisel je s Kodályjevimi besedami »Čemu? Saj je stara himna dovolj dobra!« za vedno propadla.
Ravno tako niso uspeli poskusi, da bi Himnusz nadomestili z manj zapleteno in priljubljeno pesmijo Szózat, ki se prične z verzom »Hazádnak rendületlenül légy híve óh magyar« (Neomajno bodite zvesti vaši domovini, o Madžari), ima pa kljub vsemu status neuradne himne.
Izmed osmih kitic pesmi se ob uradnih priložnostih po navadi izvaja le prva kitica.
Ob vojaških slavnostih na državni ravni se pogosto izvaja tudi Rákóczijeva koračnica, pesem brez besedila, ki jo je uglasbil Hector Berlioz.

## Besedilo
Spodaj je podano izvirno besedilo v madžarščini ter dobesedni prevod prve kitice iz nemščine v slovenščino.
| Isten, áldd meg a magyart Jó kedvvel, bőséggel, Nyújts feléje védő kart, Ha küzd ellenséggel; Bal sors akit régen tép, Hozz rá víg esztendőt, Megbűnhődte már e nép A múltat s jövendőt! Őseinket felhozád Kárpát szent bércére, Általad nyert szép hazát Bendegúznak vére. S merre zúgnak habjai Tiszának, Dunának, Árpád hős magzatjai Felvirágozának. Értünk Kunság mezein Ért kalászt lengettél, Tokaj szőlővesszein Nektárt csepegtettél. Zászlónk gyakran plántálád Vad török sáncára, S nyögte Mátyás bús hadát Bécsnek büszke vára. Hajh, de bűneink miatt Gyúlt harag kebledben, S elsújtád villámidat Dörgő fellegedben, Most rabló mongol nyilát Zúgattad felettünk, Majd töröktől rabigát Vállainkra vettünk. Hányszor zengett ajkain Ozman vad népének Vert hadunk csonthalmain Győzedelmi ének! Hányszor támadt tenfiad Szép hazám, kebledre, S lettél magzatod miatt Magzatod hamvvedre! Bújt az üldözött, s felé Kard nyúlt barlangjában, Szerte nézett s nem lelé Honját e hazában, Bércre hág és völgybe száll, Bú s kétség mellette, Vérözön lábainál, S lángtenger fölette. Vár állott, most kőhalom, Kedv s öröm röpkedtek, Halálhörgés, siralom Zajlik már helyettek. S ah, szabadság nem virul A holtnak véréből, Kínzó rabság könnye hull Árvák hő szeméből! Szánd meg Isten a magyart Kit vészek hányának, Nyújts feléje védő kart Tengerén kínjának. Bal sors akit régen tép, Hozz rá víg esztendőt, Megbűnhődte már e nép A múltat s jövendőt! |  | Bog, blagoslovi Madžare s svojo dobro voljo in obiljem. Iztegni k njim svojo zaščitniško roko, ko se borijo s sovražniki! Njim, ki jih je že davno raztrgala nesreča, prinesi jim brezskrbno leto! To ljudstvo se je že dovolj pokorilo za preteklost in prihodnost. |